# Carlos di Sarli
 (mai 2025).
Si vous disposez d'ouvrages ou d'articles de référence ou si vous connaissez des sites web de qualité traitant du thème abordé ici, merci de compléter l'article en donnant les références utiles à sa vérifiabilité et en les liant à la section « Notes et références ».
Pour les articles homonymes, voir Sarli.
Carlos di Sarli, né le 7 janvier 1903 à Bahía Blanca et mort le 12 janvier 1960  à Olivos, province de Buenos Aires, était un musicien argentin de tango, chef d'orchestre, compositeur et pianiste.

## Biographie
Avant de créer sa propre formation de tango, il fut membre de l'orchestre de Osvaldo Fresedo dont l'influence continua de se ressentir les premières années de sa carrière. Il développa par la suite un style très personnel à la couleur et au rythme immédiatement reconnaissables dès les premières mesures avec son Orquesta típica. Sa production discographique comporte 27 albums.
Ses premières compositions étaient caractérisées par une simplicité au niveau du rythmique ; malheureusement, la plupart de ces enregistrements ont une faible qualité sonore. Au fur et à mesure de la progression de sa carrière, sa musique devint plus canaille, expressive et fluide ; mais tout en conservant un rythme bien marqué, ce qui est un avantage certain pour les danseurs débutants mais tout en gardant assez de complexité harmonique et de fantaisie au niveau musical pour être appréciée des danseurs plus expérimentés. Toutes ces raisons contribuent à faire de lui un compositeur très présent dans les programmations musicales des bals tango ou milongas.
Di Sarli a toujours su garder un juste milieu, se tenant à distance du traditionalisme excessif comme de l'extrême avant-garde, préférant développer un style personnel sans sacrifier aux modes successives. Cela lui a valu le surnom de El Señor del Tango.
Ses plus grands succès sont A La Gran Muñeca et Bahía Blanca.

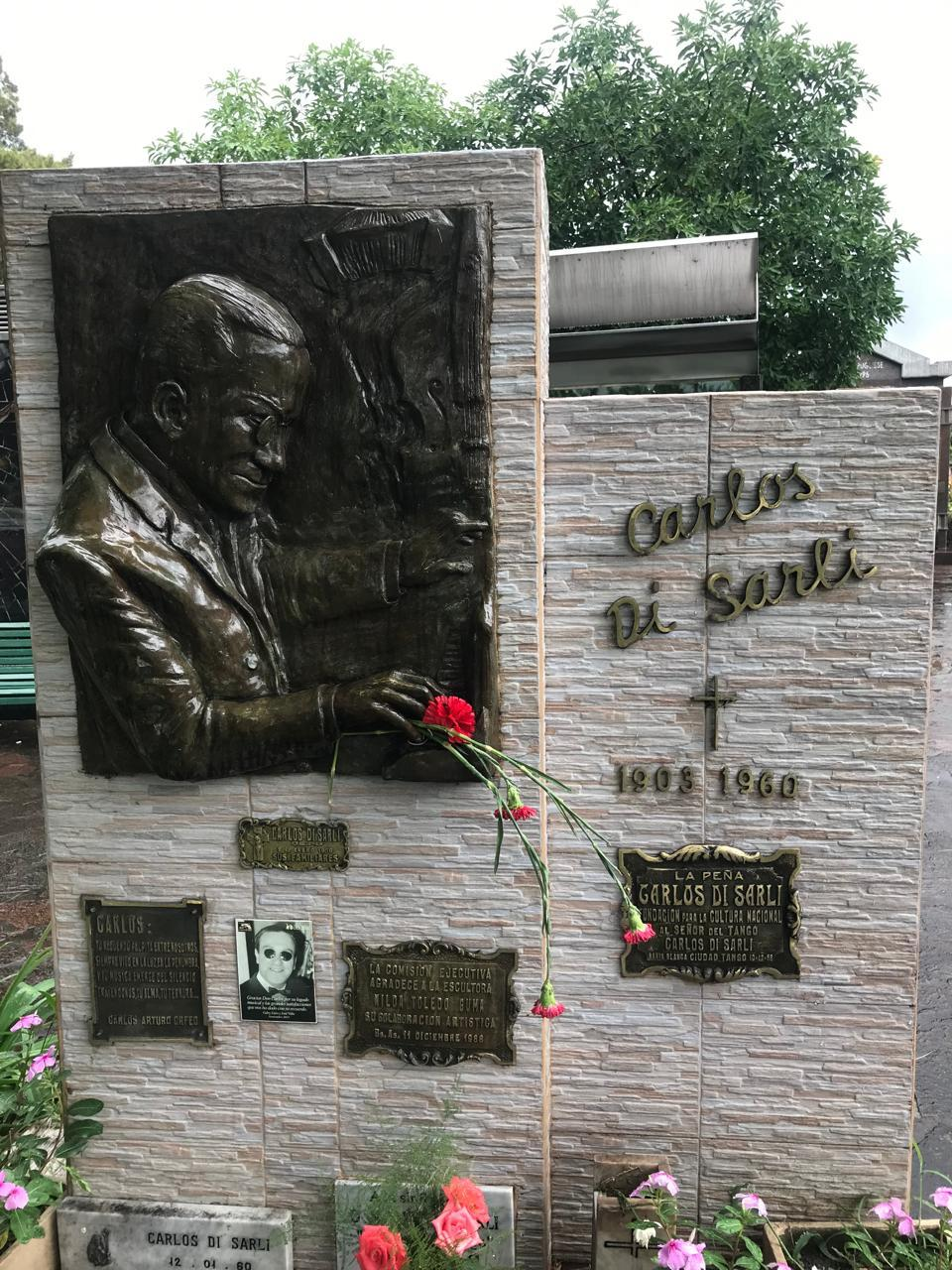
Tombe et monument de Carlos Di Sarli au Cimetière de la Chacarita, Buenos-Aires, Argentine